# Pile o'Bones

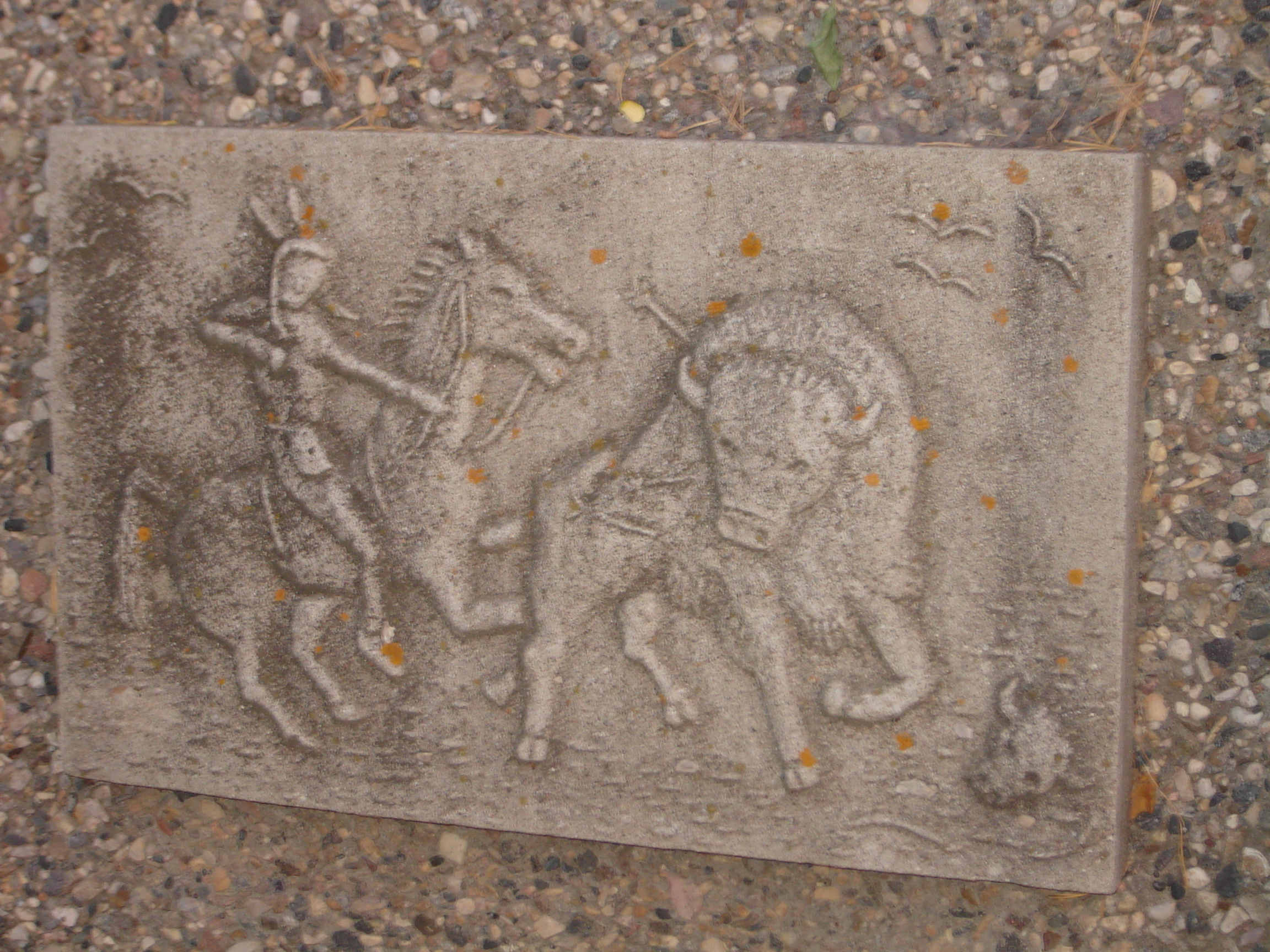
Avbildning av indiansk bisonoxejakt, Wascana Lake i Regina

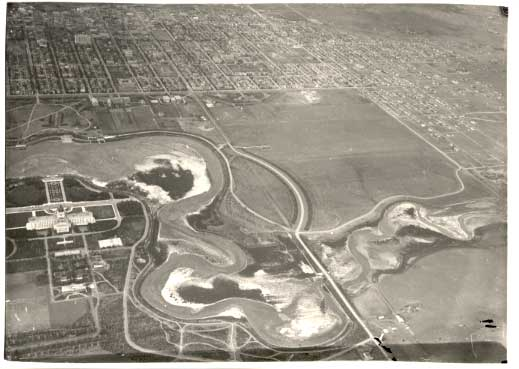
Wascana Creek söder om Reginas centrum 1931

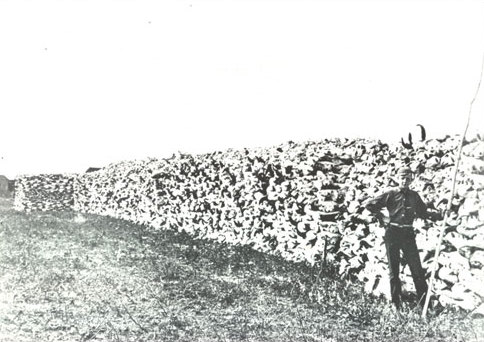
Bisonoxeben staplade i Regina för att fraktas bort som industriråvara, omkring 1898

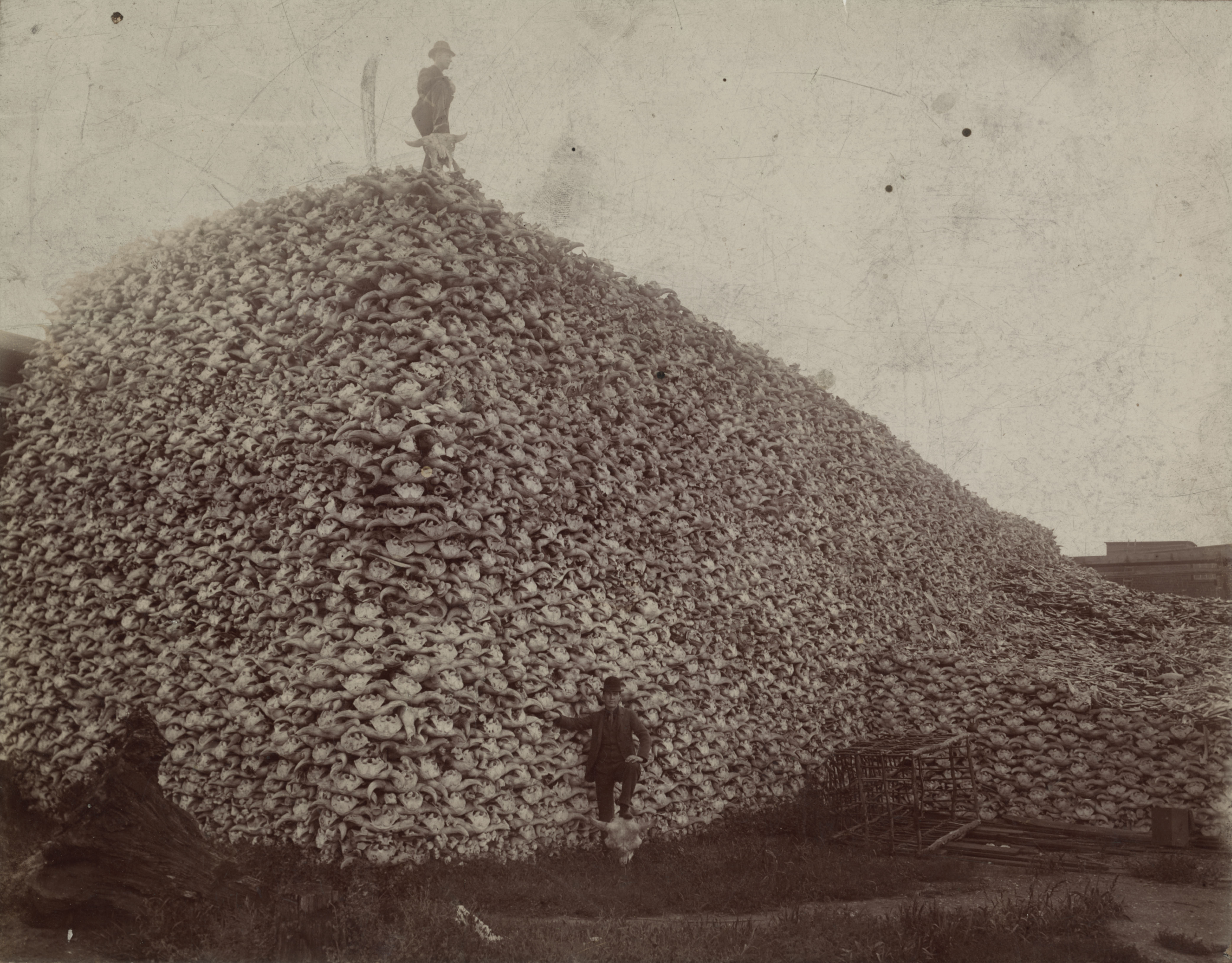
Hög av bisonoxeskallar vid Michigan Carbon Works i Rougeville vid Detroit 1892

Pile o'Bones var namnet på en plats vid floden Wascana Creek på den nordamerikanska prärien, vid i nuvarande staden Regina i provinsen Saskatchewan i Kanada.
Namnet kom från creeindianernas namn "Oskana-Ka-asateki", vilket betyder "platsen där benen staplas". Pile-of-Bones var också det ursprungliga namnet på staden Regina, som grundades omkring 1882 nära Wascana Creek i samband med att Canadian Pacific Railway drogs genom området. Stadens namn ändrades till Regina efter drottning Viktoria av Storbritannien 1882. Det finns idag kvar som ett smeknamn för staden och till exempel i namnet på det lokala bryggeriet Pile O'Bones Brewery Co.
Creeindianerna jagade bisonoxar mot Wascana Creek och hade för vana att stapla benresterna i högar vid floden. Bakom detta anses ligga föreställningen att bisonoxarna skulle hålla sig kvar i ett område, där resterna av deras släktingar fanns. Benen staplades i specifika cirkulära mönster i uppemot två meter höga högar med en basdiameter på omkring tolv meter. 
Efter koloniseringen av prärien av vita invandrare, fraktades dessa högar av bisonoxeben mot slutet av 1800-talet österut för att processas till gödselmedel och klister, och i form av benkol som pigment ("bensvärta") för textilfärgning och skokräm, samt för rening och avfärgning av raffinerat socker.

## Övrigt
Máret Ánne Saras installationer med namnet Pile o'Sápmi från 2016–2017 har sitt namn efter Pile o'Bones och den indianska staplingen av bisonoxeben samt den senare utrotningen av bisonoxarna.